# Diaphorus perplexus
Diaphorus perplexus är en tvåvingeart som beskrevs av Van Duzee 1929. Diaphorus perplexus ingår i släktet Diaphorus och familjen styltflugor.
Artens utbredningsområde är Panama. Inga underarter finns listade i Catalogue of Life.